# Суражский, Давид Яковлевич
Давид Яковлевич Сура́жский (1910 — ?) — советский учёный-метеоролог, конструктор метеорологических приборов.

## Биография
Окончил воздушный факультет Ленинградского института путей сообщения (1934).
Работал ведущим инженером-конструктором НИИ по конструкции самолетов.
После начала войны занимался созданием автоматических радиометеорологических станций.
Пережил блокаду Ленинграда, вывезен в Москву весной 1942 года (весил 36 кг). Месяц лечился в госпитале, после чего зачислен в штат Центральной аэрологической лаборатории.
После войны научный сотрудник НИИ приборостроения Госкомгидромета СССР.
Кандидат технических наук (1954). Автор двух монографий.

## Награды и премии
- Сталинская премия третьей степени (1946) — за создание новых типов автоматических радиометеорологических станций, получивших применение в Арктике и на фронтах Отечественной войны
- Золотая медаль ВДНХ.